# 宇野愛海
宇野 愛海（うの なるみ、1998年3月19日 - ）は、日本の俳優であり、女性アイドルグループ私立恵比寿中学の元メンバー（黒板係係長）であった。
かつてはスターダストプロモーションに所属をしていたが、現在はjungleに所属している。
栃木県出身、2020年日本大学藝術学部卒業。

## 人物
特技: 弓道(弐級) かき氷作り(3年)
趣味: 動画鑑賞 フィルムカメラ 喫茶店巡り 一人カラオケ(週4)

## 略歴
日本大学芸術学部映画学科演技コース出身で、卒業時に映画学科奨励賞を受賞した。
2022年7月にスターダストプロモーションを退社し、2022年10月jungle所属となる。

## 出演

### テレビドラマ
- あるがままの君でいて（2008年11月24日、TBS） - 榎本香織 役
- なぞの転校生（2014年1月 - 3月、テレビ東京） - 岩井俊二プロデュース長澤雅彦監督春日愛 役レギュラー
- 警視庁捜査一課9係 season9 第8話（2014年、テレビ朝日） - 清水桃子 役
- 東京特許許可局 第13話（2014年9月1日、NHK Eテレ） - 川内加奈 役
- 水曜ミステリー9「負け組法律事務所〜沈黙する証人〜」（2015年1月28日、テレビ東京） - 大島沙良 役
- ウルトラマンオーブ 第7話・第23話（2016年8月20日・12月10日、テレビ東京） - 霧島ハルカ 役
- 先に生まれただけの僕（2017年10月14日 - 12月16日、日本テレビ） - 三好朝香 役レギュラー
- アイカツプラネット!（2021年1月10日 - 6月27日テレビ東京） - 陽明咲 / ローズ 役[2]レギュラー

### 映画
- きみは僕の未来（2007年10月27日、監督:浅野晋）ヒロイン
- YOSHIMOTO DIRECTOR'S 100 〜100人が映画撮りました〜「Whisper〜だから彼女はささやいた〜」（2008年5月、監督:友近）
- わたしたちがうたうとき（2011年11月19日、監督:木村有理子）W主演
- 燦燦 -さんさん-（2013年11月16日、監督:外山文治） - 鶴本沙穂 役
- 破れたハートを売り物に「オヤジファイト」（2015年2月28日）
- 罪の余白（2015年10月3日） - 新海真帆 役
- デスフォレスト 恐怖の森3（2015年12月12日） - 主演・真由 役[3]
- 歩けない僕らは（2019年11月23日） - 主演・宮下遥 役[4][5]
- 劇場版アイカツプラネット!（2022年7月15日） - 陽明咲 / ローズ 役

### 舞台
- かわいいコンビニ店員飯田さん本公演「空腹」作・演出: 池内風(2024年OFF・OFFシアター)[6]
- かわいいコンビニ店員飯田さん本公演「悼むば尊し」作・演出: 池内風(2023年下北沢駅前劇場)
- タカハ劇団「おわたり」作・演出: 高羽彩(2023年新宿シアタートップス)
- 「制作山口ちはる」プロデュース「怖気」作・演出：山崎洋平(2023年小劇場楽園)
- かわいいコンビニ店員飯田さん 本公演「とりあって」作・演出：池内 風(2022年OFF・OFFシアター)
- TOKYO笹塚ボーイズ「死んだあとにあげる花束よりも、生きているあなたに花束を」ヒロイン 作・演出：川上一輝(2021年北千住BUoY)
- TOKYO笹塚ボーイズ「水面のひかり」W 主演 作・演出：川上一輝(2019年北千住BUoY)
- 舞台企画斜楽生オムニバス公演 劇団時間制作 作品出演「One Situation Four Texts〜起承転結〜」作・演出：谷碧仁(2019年萬劇場)
- 劇団チョコレートケーキ公演「つきかげ」作：古川健、演出：日澤雄介（2024年下北沢駅前劇場）[7]

### DVD
- ヒトコワ　-ほんとに怖いのは人間-主演（2012年12月5日、監督:児玉和土）

### MV
- ZONE「Treasure of the heart 〜キミとボクの奇跡〜」(2012.06.06)
- カサリンチュ「New World」（アルバム『カサリズム2』）(2013.12.04)
- Bocchi 3rd shingle 「夜のため息」Lyric Video
- Tanaka go「大人になってゆく」
- Rons week「ねぇ」
- 井上苑子「赤いマフラー」

### ゲーム
- アイカツプラネット!（2021年4月22日-2023年3月30日データカードダス） - ローズ（声） 役

### CM
- 東海漬物「きゅうりのキューちゃん」大釜篇（2008年2月26日 - ）
- 資生堂「SEABREEZE」（2013年2月21日 - ）
- 日本マクドナルド「週イチ2時間からOK!編」
- 味の素株式会社「フードロスラ　どうする！？人間篇」
- ANA「好きへ飛んでけ。ANA城推し篇」
- サイボウズ「大丈夫2」

### show
- JennyFax2012ss collection
- JennyFax2013ss collection
- JennyFax2013-2014aw collection
- JennyFax2014ss collection
- JennyFax2015ss collection
- JennyFax2016ss collection

### 雑誌
- なかよし 2007年8月号・2009年12月号（2009年7月3日・2009年11月2日、講談社）
- ちゃお 2010年8月号（めちゃモテシアター第2弾、小学館）

### ムック本
- pure2Vol.48（2008年5月7日、辰巳出版）ISBN 978-4777805334
- 3B junior BOOK 2010 winter（2009年12月17日、東京ニュース通信社）ISBN 978-4863360778
- 3B junior BOOK 2010 summer（2010年7月31日、東京ニュース通信社）ISBN 978-4863361027

### イベント
- 3B junior BOOK 2010 winter発売記念イベント（2009年12月20日、リブロ池袋本店）
- 3B junior BOOK 2010 summer発売記念イベント（2010年8月1日、芸能花伝舎・体育館）